# Celstrekking
Celstrekking is de groei van plantaardige cellen, ten gevolge van het vergroten van de vacuolen, door de opname van water met de daarin opgeloste mineralen. Deze vorm van plantaardige celgroei wordt beïnvloed door het plantenhormoon auxine, dat in de wortel de celstrekking remt, maar in de stengel de celstrekking juist stimuleert. 
De protonpompen (membraaneiwitten die H+-ionen over het membraan transporteren), die in plantencellen voorkomen, spelen een grote rol in de groeirespons van cellen op auxine. Wanneer auxine de weefsels binnenkomt, zullen de protonenpompen meer H+-ionen de cel in transporteren. Hierdoor verzuurt de omgeving rond de cel: de plek waar de celwand zich bevindt bevat minder waterstofionen. Eiwitten genaamd expansinen die de crosslinks binnen de celwand verbreken, worden door dit zure milieu geactiveerd. De celwand wordt dan losser en door turgordruk neemt de cel toe in grootte.
Andere vormen van groei zijn celdeling en celdifferentiatie, waarbij weinig gespecialiseerde cellen (zoals stamcellen) veranderen in meer gespecialiseerde cellen. Dit komt voor tijdens de ontwikkeling van meercellig organismen. Bij planten vindt dit vooral plaats na de celdelingen in een meristeem, wat dan gevolgd wordt door celstrekking.